# Tallapalle
Tallapalle é uma vila no distrito de Adilabad, no estado indiano de Andhra Pradesh.

## Demografia
Segundo o censo de 2001, Tallapalle tinha uma população de 10 937 habitantes. Os indivíduos do sexo masculino constituem 52% da população e os do sexo feminino 48%. Tallapalle tem uma taxa de literacia de 56%, inferior à média nacional de 59,5%: a literacia no sexo masculino é de 63% e no sexo feminino é de 47%. Em Tallapalle, 11% da população está abaixo dos 6 anos de idade.